# 1748 en France
Chronologie de la France
- 1744
- 1745
- 1746
- 1747
- 1748
- 1749
- 1750
- 1751
- 1752

Cette page concerne l’année 1748 du calendrier grégorien.

## Événements
- 15 janvier : la Seine est complètement prise par les glaces (minimum de température -14°1 à Paris le 12 janvier. Les froids tardifs de mars retardent les travaux agricoles[1]. L’hiver, très rigoureux, tue une partie des oliviers en Provence (-10° à Nîmes le 10 janvier)[2].
- Janvier : émission pour 6 millions à 5 % de rentes perpétuelles[3].

- 25 février : un édit crée des droits nouveaux sur la poudre à poudrer et sur les bougies, rétablit les anciens droits sur les suifs, et augmente les droits sur les papiers et le parchemin[3].

- 29 février : création de Zaïs, pastorale héroïque de Jean-Philippe Rameau[4].

- 24 mars : Madame Victoire, fille du roi, arrive à Versailles de l'abbaye de Fontevrault où elle avait été élevée[5].

- 30 avril : préliminaires de paix signés à Aix-la-Chapelle entre la France et la Grande-Bretagne[6].

- 5 mai : Louis XV écrit à Ferdinand VI d’Espagne pour lui annoncer qu’il veut une paix sans annexions[7].
- 7 mai : prise de Maastricht par Maurice de Saxe et Lowendal[6].
- 10 mai : création de l’école royale du génie de Mézières[8].

- 6 juin : l’assemblée du clergé réunie à Versailles accorde au roi un « don gratuit » de 16 millions de livres[9].

- 27 août : première représentation de Pygmalion, acte de ballet de Jean-Philippe Rameau[10].

- 10 septembre : Voltaire publie anonymement « Zadig ou la Destinée », conte philosophique[11].
- 27 septembre : une ordonnance réunit l’administration des galères du roi à celle de la marine. Elle supprime définitivement l’usage des galères et fait cesser le service des condamnés sur cette espèce de bâtiment.  Les prisonniers sont transférés aux bagnes de Toulon (1748) et de Brest (1749). Quelques galères subsistent cependant à Marseille jusqu’en 1781 et à Toulon jusqu’en 1814[12].
- 14 octobre-6 novembre : grève des ouvriers tondeurs de la manufacture de Sedan contre le règlement du 18 juin 1748 leur imposant le portage des draps au séchoir[13].
- 18 octobre-20 novembre : le traité d’Aix-la-Chapelle, négocié en avril entre Lord Sandwich et San Severino, met fin à la guerre de Succession d’Autriche[6]. Louis XV, pourtant dans la situation la plus favorable, renonce à ses conquêtes (Pays-Bas, Savoie, Nice), s’engage à expulser le prétendant Stuart d’Angleterre et à ne pas créer de port de guerre à Dunkerque. Le traité de Vienne, qui assurait au roi de France l’héritage de la Lorraine à la mort de Stanislas Leszczyński, est confirmé. La Grande-Bretagne rend Louisbourg et l’île du Cap-Breton (Canada) à la France, qui lui rend Madras, en Inde. L’opinion française juge ces résultats peu satisfaisants, « bêtes comme la paix » et a l’impression d’avoir « combattu pour le roi de Prusse »[14].
- Octobre : Montesquieu publie à Genève « De l’esprit des lois », qui plaide pour la séparation des pouvoirs dans les gouvernements[15]. L’ouvrage a un immense retentissement, mais est attaqué par les jésuites et les jansénistes, qui critiquent violemment son éloge de la religion naturelle (1749-1752). La faculté de théologie de Paris examine l’ouvrage (1750), puis le censure définitivement en 1754. Le pape le met à l’Index en 1751[16].

- 21 novembre : Madame Infante et l’infante Isabelle, sa fille, arrivent à Versailles avant de se rendre à Parme pour prendre possession des états de l’infant Don Philippe[5].
- 25 novembre : François Trouvé devient abbé général de Cîteaux et le reste jusqu’en 1790, lorsque l’abbaye, prise dans la tourmente révolutionnaire, est en grande partie détruite[17].

## Naissances en 1748
- 10 mars : Gabriel Bexon, connu sous le nom d’Abbé Bexon, naturaliste français († 1784).

- 3 mai : Emmanuel-Joseph Sieyès, Homme politique, académicien français (fauteuil 31) († 1836).
- 10 mai : Louis Jean Pierre Vieillot, ornithologue français († 1831).

- 12 avril : Antoine-Laurent de Jussieu, botaniste français († 1836).
- 23 avril : Félix Vicq d'Azir, médecin et anatomiste français († 1794).
- 30 avril : Jacques-Louis David, peintre français.

- 7 mai : Olympe de Gouges, théoricienne du féminisme.

- 18 août : Pierre Sonnerat, naturaliste et explorateur français († 1814).

- 9 décembre : Claude Louis Berthollet, chimiste français († 1822).
- 14 décembre : Louis-François de Bausset, cardinal français, évêque d'Alès († 21 juin 1824).